# Transport for London
Transport for London (скорочено TfL) — статутна корпорація, що є функціональним підрозділом адміністрації Великого Лондона.
Створена в 2000 році (на підставі закону про адміністрацію Великого Лондона 1999) для управління транспортною системою Лондона, включаючи координацію роботи громадського транспорту, утримання головних доріг і світлофорів. 
Попередник — муніципальна служба London Regional Transport.
Окремі види діяльності здійснюють дочірні компанії, що входять до холдингу Transport Trading Limited.

## Структура
Цей орган організований у два головні управління та корпоративні служби, кожна з яких відповідає за різні аспекти та види транспорту. 
Дві основні дирекції:
- Лондонський метрополітен, відповідальне за управління мережею лондонського метро, та управління наданням послуг технічного обслуговування приватним сектором. Ця мережа підрозділяється на різні підрозділи надання послуг:
  - Лондонське метро
    - BCV: лінії Бейкерлоо, Центральна, Вікторія, Ватерлоо-енд-Сіті.
    - JNP: лінії Джубилі, Північна та Пікаділлі.
    - SSL: лінії Метрополітен, Дистрикт, Кільцева та Гаммерсміт-енд-Сіті.

  - Elizabeth line, складається з цих служб національної залізниці на Crossrail в центрі Лондона між Лондон-Паддінгтон і Аббі-вуд; залізницею Great Western Main Line від Лондон-Паддінгтон до Редінга та аеропорту Хітроу на заході; і залізницею Great Eastern Main Line між Ліверпуль-стріт і Шенфілдом на сході. Експлуатацію здійснює компанія MTR Corporation[en], концесіонер приватного сектора, а обслуговування — Network Rail.
- Наземний транспорт, що складається з:
  - Доклендське легке метро (DLR): мережа автоматичної легкої залізниці у Східному та Південному Лондоні, хоча фактичну експлуатацію та технічне обслуговування здійснює концесіонер із приватного сектору (спільне підприємство Keolis та Amey plc[en]).
  - London Buses, відповідає за управління мережею автобусів по всьому Лондону та двома фірмовими послугами, Red Arrow і East London Transit, в основному шляхом укладання контрактів на послуги з різними автобусними операторами приватного сектора. Має у своєму складі CentrComm, London Buses Command & Control Centre, цілодобовий центр управління надзвичайними ситуаціями, розташований у Саутварку.
  - London Dial-a-Ride[en], маршрутки що працюють по всьому Лондону.
  - London Overground, здійснює приміські залізничні перевезення у межах Лондона. Експлуатацію здійснює Arriva Rail London , концесіонер із приватного сектора, а технічне обслуговування Network Rail .
  - London River Services[en], відповідає за ліцензування та координацію пасажирських перевезень на річці Темза в межах Лондона.
  - London Streets[en], відповідає за управління стратегічною мережею доріг Лондона.
  - London Trams, відповідає за управління трамвайною мережею Лондона, укладаючи контракти з операторами приватного сектора. На 2022 рік єдиною трамвайною мережею є Tramlink у Південному Лондоні.
  - Протизаторний збір у Лондоні, плата, що стягується з більшості автомобілів і транспортних засобів, які рухаються в зоні збору за заторів у центрі Лондона.
  - Управління громадського транспорту, відповідає за ліцензування таксі.
  - Автостанція Вікторія[en], яка володіє та керує основним терміналом Лондона для міжміських автобусних перевезень.
  - "Delivery Planning", що сприяє їзді на велосипеді в Лондоні, включаючи будівництво велосипедних супермагістралей.
  - "Special Projects Team" керує контрактом із Serco[en] щодо схеми прокату велосипедів Santander Cycles.
  - Піша прогулянка, сприяє кращому доступу для прогулянок у Лондоні.
  - Лондонський відділ безпеки дорожнього руху, який контролює безпечніші дороги за допомогою реклами та заходів безпеки дорожнього руху.
  - Громадська безпека, правоохоронна діяльність та поліція, відповідає за боротьбу з ухиленням від оплати проїзду в автобусах, надання поліцейських послуг, а саме боротьбу зі злочинністю та безладом у громадському транспорті у співпраці з Оперативним транспортним командним підрозділом столичної поліції (TOCU) та Британською транспортною поліцією.
  - Інспекція дорожнього руху, відповідальна за дотримання правил дорожнього руху та паркування на червоних маршрутах .
  - «Freight Unit», що розробив «Лондонський план перевезень» і бере участь у створенні та підтримці ряду партнерств з якості вантажів, що охоплюють ключові райони Лондона.

TfL володіє та керує Лондонським транспортним музеєм у Ковент-гардені, що зберігає, досліджує та пояснює спадщину транспортної мережі Лондона за останні 200 років. 
Він одночасно досліджує минуле з ретроспективним поглядом з 1800 року, а також сучасний транспортний розвиток і оновлення.
У музеї також є велике депо, розташоване в [Ектон (Лондон)[|Ектоні]], яке містить матеріали, які неможливо показати у центральному музеї Лондона, включаючи багато додаткових транспортних засобів, потяги, колекції вивісок і рекламних матеріалів. 
Щороку депо має кілька відкритих вихідних. 
Лінією Метрополітен також час від часу курсують історичні поїзди.